# 나부 (스타워즈)

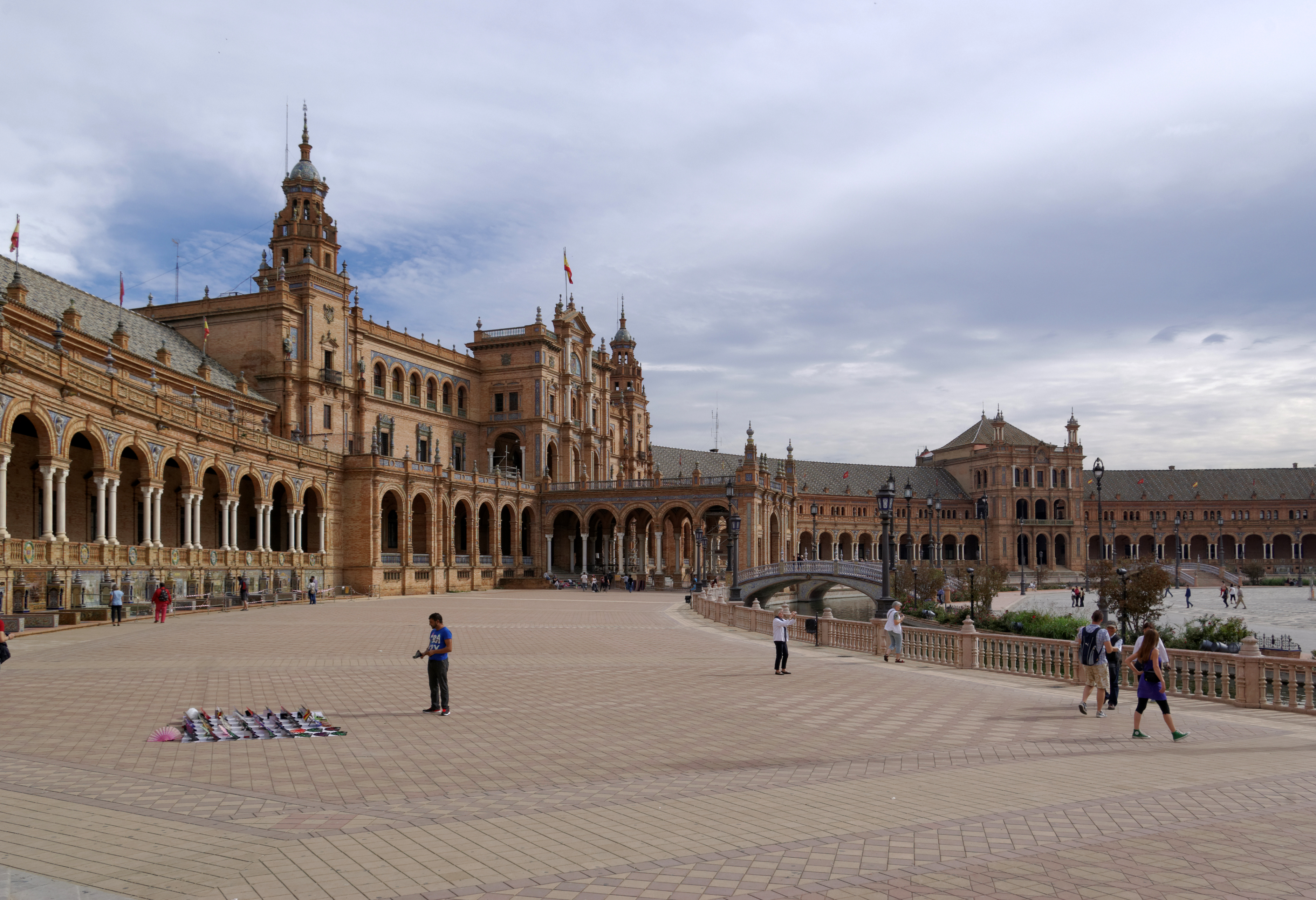

나부(Naboo) 행성은 스타 워즈 에피소드 1: 보이지 않는 위험에 나오는 가상의 행성이다. 이 행성에는 수중 도시를 이루어 살고 있는 건간 족들이 거주한다.

## 상세
에피소드 1에서는 파드메 아미달라 여왕이 십대 후반의 나이에 다스리고 있었다. 나부 행성에 파견되는 제다이 기사가 무역연합에 의해 계속해서 공격을 받았지만 다스 몰이 제다이였던 콰이곤 진과 오비완 케노비와의 싸움에서 콰이곤을 쓰러뜨리지만 오비완에게 결국 죽임을 당하였다. 드로이드 군대들은 건간 족과 싸우고, 어린 아나킨 스카이워커가 우연치 않게 나부 행성을 공격하던 무역연합의  거대 인공위성을 파괴하여 드로이드의 모든 컴퓨터와 연결된 컴퓨터가 사라져 드로이드가 작동을 멈추어 결국 승리한다.

## 같이 보기
- 스타워즈의 행성 목록

## 참고 문헌
- (영어) 나부 《스타워즈 위키》 우키피디아